# 세라발레

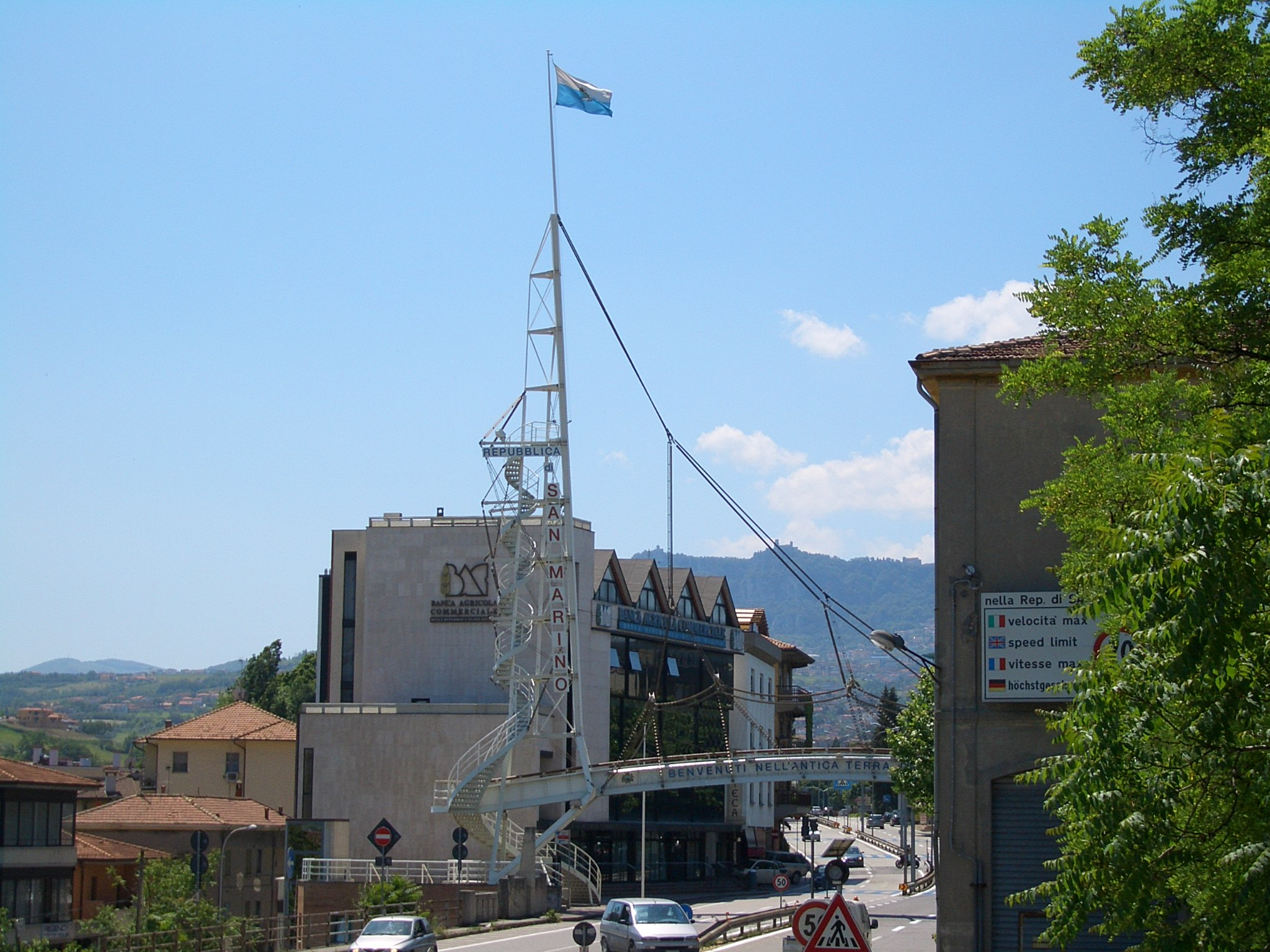
세라발레

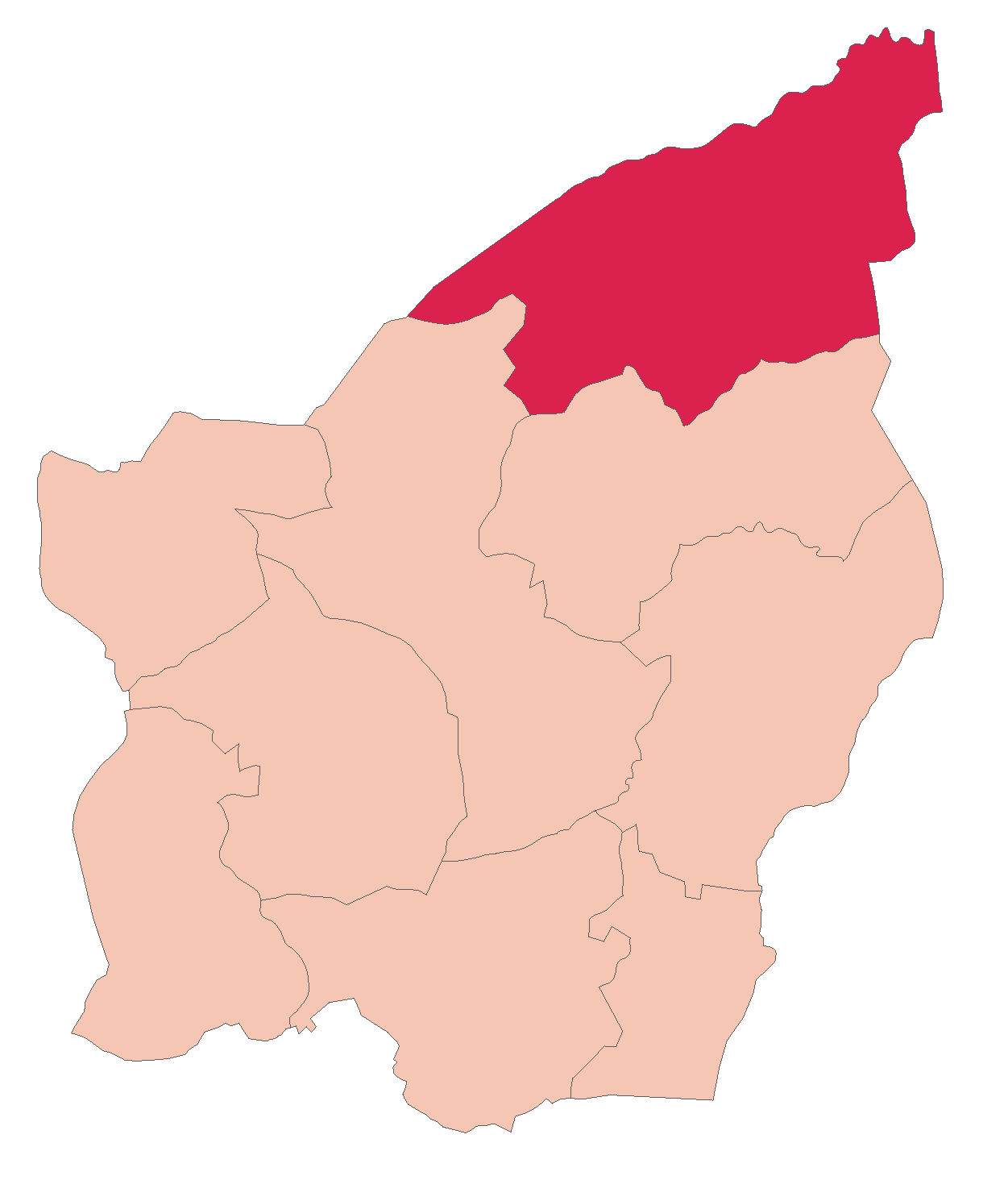
세라발레의 위치

세라발레(이탈리아어: Serravalle)는 산마리노의 지방자치체로 인구는 9,394명(2003년 기준), 면적은 10.53 km2, 높이는 148m이다. 8개 마을을 관할하며 도마냐노, 보르고마조레, 이탈리아 베루키오, 리미니, 코리아노와 접한다.
962년 문헌에 처음 등장하며 1463년 산마리노에 편입되었다. 다목적 경기장인 산마리노 스타디움이 이 곳에 위치한다.

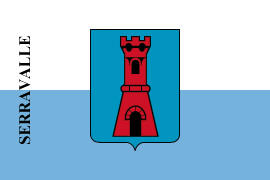
시기
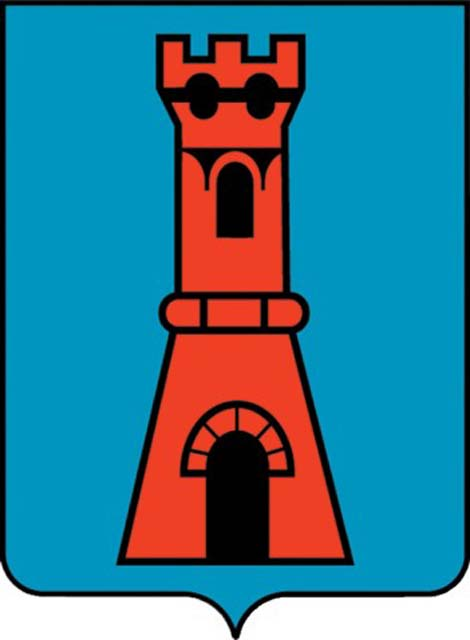
시 문장